# Monção (Portugal)
Monção is een gemeente in het Portugese district Viana do Castelo.
De gemeente heeft een totale oppervlakte van 211 km² en telde 19.956 inwoners in 2001.

## Plaatsen in de gemeente
| - Abedim - Anhões - Badim - Barbeita - Barroças e Taias - Bela - Cambeses - Ceivães - Cortes - Lapela - Lara | - Longos Vales - Lordelo - Luzio - Mazedo - Merufe - Messegães - Monção - Moreira - Parada - Pias - Pinheiros | - Podame - Portela - Riba de Mouro - Sá - Sago - Segude - Tangil - Troporiz - Troviscoso - Trute - Valadares |

Arcos de Valdevez · Caminha · Melgaço · Monção · Paredes de Coura · Ponte da Barca · Ponte de Lima · Valença · Viana do Castelo · Vila Nova de Cerveira

Portugal: Districten